# 米爾斯崖 (彭內爾海岸)
米爾斯崖（英語：Meares Cliff），是南極洲的山崖，位於維多利亞地的彭內爾海岸，處於納爾遜崖西北面10公里，海拔高度600米，由英國探險隊繪入地圖，現時由南極條約體系管理。